# 曹煜 (清朝)
曹煜（？—？），中國清朝官員，於1751年上任台灣府經歷，隸屬於台灣道台灣府，為台灣清治時期的地方官員，官職品等則為正七品以下，該官職主要從事台灣府府內典簿奏章的收發與校注，也分掌章奏文書。
他又於1749年上任台灣府新港巡檢。